# Spirama recessa
Spirama recessa är en fjärilsart som beskrevs av Walker 1858. Spirama recessa ingår i släktet Spirama och familjen nattflyn. Inga underarter finns listade i Catalogue of Life.

## Bildgalleri

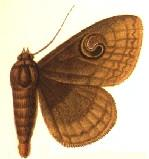
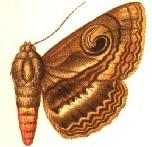